# Simat de la Valldigna
Simat de la Valldigna è un comune spagnolo di 3 092 abitanti situato nella comunità autonoma Valenciana.